# Verint Systems
Verint Systems es una empresa de análisis con sede en Melville, Nueva York, fundada en 2002. La empresa vende productos de software y hardware para la gestión de la participación del cliente, la seguridad, la vigilancia y la inteligencia empresarial. Sus productos están diseñados para ayudar a los clientes en el análisis de datos, específicamente grandes conjuntos de datos.
Verint tiene más de 10.000 clientes en 175 países, y tiene aproximadamente 4.500 empleados en varios lugares a nivel internacional. La compañía era anteriormente una subsidiaria de propiedad mayoritaria de Comverse Technology, y antes se conocía como Comverse Infosys. Al igual que con Comverse, aproximadamente la mitad de los empleados de Verint se encuentran en Israel. En febrero de 2013, Verint Systems se independizó de Comverse, después de haber comprado la participación de esta última en ella.

## Historia

### Fundación y primeros años
Verint comenzó como la unidad comercial de Comverse Infosys de Comverse Technology, que se creó en 1999, aunque también se incorporó en Delaware en febrero de 1994 como una subsidiaria de propiedad total de Comverse Technology. El enfoque inicial de Verint estaba en la llamada comercial mercado de la grabación, que en ese momento estaba pasando de las cintas analógicas a las grabadoras digitales. El 7 de junio de 1999, la empresa lanzó un servicio de llamada en espera por Internet.

### Expansión y cambio de nombre
En 1999, Comverse Infosys se combinó con otra división de Comverse centrada en la seguridad y el mercado de interceptación de comunicaciones. En 2001, Verint se expandió a la seguridad de video al combinarse con Loronix Information Systems, Inc., que había sido previamente adquirida por Comverse. En 2002, Comverse Infosys cambió su nombre a Verint Systems Inc.

### OPI y adquisiciones
En mayo de 2002, Verint completó una oferta pública inicial y se convirtió en una empresa pública, aunque todavía era propiedad mayoritaria de Comverse Technology. Desde 2006, Verint ha adquirido varias otras empresas, como MultiVision Intelligent Surveillance Limited, una empresa de seguridad por vídeo en red; CM Insight Limited, una empresa de gestión de clientes con sede en el Reino Unido; Mercom Systems Inc, una empresa de evaluación del desempeño y registro de interacciones; ViewLinks Euclipse Ltd., un proveedor de software de análisis de enlaces y minería de datos; y Witness Systems, Inc., una empresa de optimización de la fuerza laboral.
En julio de 2008, Amit Bohensky fundó Focal-Info, una empresa de software centrada en la extracción y análisis de datos web. Al mes siguiente, Verint compró Focal-Info por una cantidad no revelada, y Bohensky fue contratado nuevamente para dirigir la "actividad de extensión" de Focal-Info dentro de Verint. Una adquisición posterior fue de Iontas, a principios de 2010, un proveedor de soluciones de análisis de escritorio.
Comenzando con un escándalo de retroacción de opciones sobre acciones en 2006, la empresa matriz Comverse Technology sufrió una serie de problemas de informes financieros, pérdidas y despidos, con una consecuencia de que tanto Comverse como Verint fueron excluidos de la bolsa de valores NASDAQ en 2007 y terminaron en Pink Sheets. En julio de 2010, Verint volvió a cotizar en el mercado de valores NASDAQ con el símbolo VRNT. Para ese año, se habló mucho de que Comverse Technology vendería su participación restante en Verint, y se mencionaron algunas empresas de capital privado como posibles compradores. En septiembre de 2011, Verint adquirió Global Management Technologies Corporation, pagando alrededor de $ 25 millones por ella.

### Independencia total y otras adquisiciones
En agosto de 2012, Verint anunció que compraría la participación de Comverse Technology en ella, en una transacción valorada en alrededor de $800 millones. Un analista de FBR Capital Markets dijo que la medida "finalmente elimina un gran exceso en el nombre al eliminar la participación mayoritaria de Comverse". El acuerdo se finalizó en febrero de 2013.
El 3 de febrero de 2014, Verint Systems completó la adquisición de KANA Software Inc. de Accel-KKR por $514,2 millones.
El 16 de noviembre de 2016, Verint Systems completó la adquisición de la empresa de software de experiencia del cliente OpinionLab por un monto no revelado.
El 19 de diciembre de 2017, Verint Systems completó la adquisición de la empresa de asistente virtual inteligente Next IT por $30 millones en efectivo más hasta $21 millones en pagos futuros.

## Productos
Los productos de Verint incluyen software de análisis de voz (utilizado para analizar grabaciones de centros de llamadas) y cámaras de vigilancia IP y software de análisis de videovigilancia "inteligente".
El software RELIANT de Verint brinda a las agencias de aplicación de la ley la capacidad de monitorear y analizar voz, video y datos para una "gran cantidad de objetivos" en todo tipo de redes de computadoras grandes y complejas, con el fin de recopilar evidencia para escuchas telefónicas CALEA. Varios gobiernos nacionales, incluidos los de EE. UU., el Reino Unido y varias naciones de Europa, Asia y el Pacífico, han comprado millones de dólares en software y equipos de vigilancia Verint.
El 27 de enero de 1997, Comverse Technology Inc. anunció la formación de un nuevo fondo de capital privado en asociación con Quantum Industrial Holdings Ltd.
Verint también ha recibido millones de dólares en contratos gubernamentales para equipar aeropuertos, puertos de envío e instalaciones gubernamentales con sistemas de videovigilancia inteligente con funciones de seguimiento, biometría y análisis de video. Por ejemplo, Unisys eligió a Verint como subcontratista en su contrato con la Administración de Seguridad en el Transporte, para instalar dispositivos de videovigilancia en áreas seguras de los aeropuertos de los EE. UU..
En julio de 2009, AMR Research clasificó a Verint en el puesto 20 en su lista de los 50 principales proveedores mundiales de aplicaciones empresariales. Durante la última parte de la década de 2000, la empresa ganó varios premios de CRM Magazine.

## Controversia
El 2 de febrero de 2021, Amnistía Internacional informó que una subsidiaria israelí de Verint "proporcionó a las autoridades de Sudán del Sur, incluido el NSS [Servicios de Seguridad Nacional], equipo de interceptación de comunicaciones y servicios de apoyo anuales". El NSS tiene un historial de "acosar, intimidar, amenazar, detener arbitrariamente y, en algunos casos, desaparecer por la fuerza y matar extrajudicialmente" a críticos del gobierno. En su informe, Amnistía dijo que "cree que esta [venta] va en contra de la obligación de Israel de proteger los derechos humanos".